# کریستین هاس
کریستین هاس (انگلیسی: Christian Haass؛ زادهٔ ۱۹ دسامبر ۱۹۶۰) دانشمند در زمینه زیست‌شیمی و علوم اعصاب اهل آلمان است.
وی همچنین برندهٔ جوایزی همچون جایزه پتامکین شده‌است.